# Humiriàcies
Humiriaceae (o, alternativament Houmiriaceae Juss.) és una família de plantes amb flors perennifòlies. Conté 8 gèneres i unes 50 espècies. Aquesta família és exclusivament neotropical, excepte una espècie que es troba a l'Àfrica occidental tropical.